# Аурел Влаику (Ботошани)
Аурел Влаику (рум. Aurel Vlaicu) насеље је у Румунији у округу Ботошани у општини Аврамени. Oпштина се налази на надморској висини од 118 m.

## Становништво
Према подацима из 2002. године у насељу је живело 595 становника, од којих су сви румунске националности.